# China Life Insurance
China Life Insurance Company Limited (forkortet China Life) (HKEX: 2628, NYSE: LFC, SSE: 601628) er et kinesisk forsikringsselskab. Selskabet, der er baseret i Beijing tilbyder livsforsikringer og livrenteprodukter.
China Life Insurance Company Limited er den største udbyder af livsforsikringer i Kina. Virksomheden tilbyder individuelle livsforsikringer, gruppeliv, ulykkesforsikringer og sundhedsforsikringer. China Life besidder 45 % af dette marked. China Life er det eneste livsforsikringsselskab der har tilladelse til at sælge livsforsikringer overalt i Kina. Koncernen driver 8.000 lokale kontorer, 4.800 afdelingskontorer, 3.000 kundeservicekontorer og 87.000 salgssteder i eksempelvis banker, postkontorer, hoteller, lufthavne, rejsebureauer og lignende. Virksomheden har omkring 67.000 ansatte og mere end 100 mio. korttids forsikringstagere og mere end 150 mio. langtidsforsikringstagere. Koncernens samlede omsætning var i 2003 på 9,5 mia. US $.

## Historie
Tidslinie: 
1919: American Asiatic Underwriters (senere AIG) etableres i Shanghai. 
1929: Tai Ping Insurance Company etableres i Shanghai.
1931: China Insurance Company etableres i Shanghai. 
1949: Kinas nationalstyre overtager alle forsikringsoperationer i fastlandskina og etablerer People's Insurance Company of China (PICC). 
1959: Forsikringsoperationer afskaffes med undtagelse af udenlandske (søfarts og luftfarts) forsikringsbehov. PICC bliver en afdeling i centralbanken. 
1979: Efter lanceringen af økonomiske reformer begynder PICC at udstede forsikringspolicer, men ikke livsforsikringsrelaterede policer. 
1980: Et joint venture skabes sammen med AIG. 
1982: PICC begynder at udstede livsforsikringspolicer. 
1988: Det kinesiske statsstyre giver licens til de første konkurrerende forsikringsselskaber.
1996: PICC rekonstrueres som PICC Group, et holdinselskab for livsforsikringer, genforsikringer og ejendomsforsikringer.
1999: PICC Group opløses og erstattes af fire statsejede virksomheder inklusive China Life Insurance. 
2003: China Life børsnoteres på Hong Kong Stock Exchange og New York Stock Exchange i årets største børsnotering.
2004: China Life bekendtgør sine intentioner om at diversificere sig til asset management, brokerage services og bankservices. 

### På vej mod et åbent marked
PICC fastholdt sit monopol indtil slutningen af 1980'erne, dog blev monopolet officielt afskaffet i 1988. Licenser blev givet til virksomhedens første konkurrencer inklusive Ping An og China Pacific og American Insurance Group. I løbet af 1990'erne åbnede PICC også afdelinger steder som Singapore, Hongkong, Tokyo og London.
Kinas styre gav gennem 1990'erne licenser til i alt 16 forsikringsselskaber. Det stigende konkurrence krævede en ny virksomhedsstruktur. 
The increasingly competitive environment led to a need to change PICC's structure. I 1996 blev virksomheden restruktureret til et holdingsselskab kaldet PICC Group. Det blev igen opdelt i datterselskaberne PICC Life, PICC Property og PICC Reinsurance. PICC Group opererede i begyndelsen under kontrol af People's Bank of China.
Efter årtusindskiftet begyndte planerne om at børsnoterede China Life. I 2003 var planerne så fremskredne at børsnoteringen blev en realitet den 18. december 2003. 